# Highway to Hell
Highway to Hell é o sexto álbum de estúdio banda australiana AC/DC, lançado a 27 de julho de 1979. É também o último álbum com o vocalista Bon Scott junto com a banda antes de sua morte em 1980. Este álbum está na lista dos 200 álbuns definitivos no Rock and Roll Hall of Fame.
Em 2003, o álbum atingiu o nº 58 da revista Rolling Stone, da lista dos 500 melhores álbuns de todos os tempos.

## Informações
Highway to Hell é o álbum do AC/DC, último gravado com Bon Scott antes de sua morte em 19 de fevereiro de 1980. O álbum contou com canções como "Highway to Hell", "Touch Too Much", "If You Want Blood (You've Got It)" e "Shot Down in Flames", que se tornaram favoritos dos fãs e canções regulares em sua setlist durante seus shows ao vivo. O álbum foi gravado durante as sessões em fevereiro de 1979 no Criteria Studios em Miami, Florida, e em março-abril Studios Roundhouse, em Londres, Inglaterra.
Na Austrália, Highway to Hell foi lançado com uma capa ligeiramente diferente das outras, com chamas e um desenho de um braço de baixo sobreposta sobre a foto do grupo usada na outra capa. Além disso, o logotipo AC/DC é um tom mais escuro de marrom.
Duas músicas do álbum, "Highway to Hell" e "If You Want Blood (You've Got It)" estão incluídos no álbum da trilha sonora de Homem de Ferro 2, com os primeiros também estão sendo tocadas durante as cenas finais do filme. As canções "Highway to Hell" e "If You Want Blood (You've Got It)"  também estão incluídas, respectivamente nos filmes Final Destination 2 e Final Destination 5. A canção "If You Want Blood (You've Got It)" é apresentado no filme The Longest Yard. A canção "Walk All Over You" é destaque no filme Grown Ups.
O Highway to Hell foi produzido pelo produtor musical Robert Lange. A troca de produtor foi ideia do próprio Bon Scott. O álbum é marcante por ter várias faixas históricas que são lembradas até os dias de hoje. No documentário sobre  AC/DC no programa da VH1, “Behind the Music” relata as novidades nos vocais de Bon Scott e o som das guitarras mais limpas.

## Controvérsia
Ricardo Leyva Muñoz Ramírez, um assassino, era fã de AC/DC e, de acordo com fontes policiais, vestiu uma camiseta do AC/DC quando cometeu alguns dos crimes tendo mesmo deixado ficar um chapéu da banda num local do crime. A canção “Night Prowler”, do álbum, que descreve a entrada sorrateira noturna no quarto de uma mulher, era, alegadamente, a canção favorita de Ramírez e contribuiu para a sua alcunha “Night Stalker”.
Anos mais tarde, o incidente foi descrito na edição do AC/DC no programa da VH1, “Behind the Music”. A banda explicou que, embora a canção tivesse adquirido uma conotação negativa associada aos homicídios, na realidade era sobre um rapaz que entrava, às escondidas, no quarto da namorada, sem os pais dela saberem.

## Faixas
Todas as canções foram compostas por Angus Young, Malcolm Young e Bon Scott.
| Lado A |                           |         |  |
| N.º    | Título                    | Duração |  |
| 1.     | "Highway to Hell"         | 3:28    |  |
| 2.     | "Girls Got Rhythm"        | 3:23    |  |
| 3.     | "Walk All Over You"       | 5:10    |  |
| 4.     | "Touch Too Much"          | 4:27    |  |
| 5.     | "Beating Around the Bush" | 3:56    |  |

| Lado B |                                  |         |  |
| N.º    | Título                           | Duração |  |
| 1.     | "Shot Down In Flames"            | 3:22    |  |
| 2.     | "Get It Hot"                     | 2:34    |  |
| 3.     | "If You Want Blood (You Got It)" | 4:37    |  |
| 4.     | "Love Hungry Man"                | 4:17    |  |
| 5.     | "Night Prowler"                  | 6:17    |  |

## Integrantes
- Bon Scott - Vocais
- Angus Young - Guitarra solo, Guitarra rítmica
- Malcolm Young - Guitarra rítmica, vocal de apoio
- Cliff Williams - Baixo, vocal de apoio
- Phil Rudd - Bateria, percussão

## Produção
- Robert John (Mutt) Lange - Produtor
- Kevin Dallimore - Assistente de engenharia
- Bob Defrin - Direção de arte
- Jim Houghton - Fotografia
- Tony Platt - Engenheiro
- Brad Samuelsohn - Mixagem